# Piney Green
Piney Green is een plaats (census-designated place) in de Amerikaanse staat North Carolina, en valt bestuurlijk gezien onder Onslow County.

## Demografie
Bij de volkstelling in 2000 werd het aantal inwoners vastgesteld op 11.658.

## Geografie
Volgens het United States Census Bureau beslaat de plaats een oppervlakte van
34,9 km², waarvan 34,8 km² land en 0,1 km² water.

## Plaatsen in de nabije omgeving
De onderstaande figuur toont nabijgelegen plaatsen in een straal van 20 km rond Piney Green.